# 강화식품
강화식품(強化食品)은 칼슘, 비타민, 아미노산, 무기질 등의 영양소를 인공적으로 첨가한 식품이다.